# 시오미촌 (돗토리현)
시오미촌(塩見村)은 돗토리현 이와미군에 설치되었던 촌이다. 현재의 돗토리시에 해당한다.

## 역사
- 1917년 9월 1일 - 시호미촌, 모토시오미촌이 합병해 시오미촌이 성립하였다.
- 1928년 4월 15일 - 핫토리촌과 합병해 후쿠베촌이 성립하여, 동일 시오미촌은 폐지되었다.

";ㅣㅏㅓㅗㅎㄹㅇ